# ザ・ドキュメント タイム&タイド
『ザ・ドキュメント タイム&タイド』（ザ・ドキュメント タイムアンドタイド、英称:THE DOCUMENT TIME AND TIDE）は、フジテレビ系列で毎週日曜日8時30分から9時（JST）に放送していたドキュメンタリー番組のタイトルである。芙蓉グループの一社提供。

## 概要
1982年10月のスタートで、当初は関西テレビのドキュメンタリー番組と同じく、「ザ・ドキュメント」というタイトルで放送時間も日曜の9時30分から10時となっていた。半年後に8時30分に繰り上がり、その後時期不明だが「ザ・ドキュメント」に時間を意味する「TIME」と態度のローマ字読み「TIDE」を加えてこのタイトルとなる。「現代社会の時間と態度」をキーワードと内容にした、やや硬派な社会派ヒューマンドキュメンタリーであった。
のちに「ドキュメンタリー・日本ストリート物語」、「ドキュメンタリー・やっぱり人間が面白い」、「満足!迷い旅」（この番組のみ紀行番組で、日帰り・宿泊で楽しめる旅を紹介するという内容）と改題していったが、1992年9月にシリーズが終了し、芙蓉グループ単独協賛の番組もこれをもって発展解消となった。

## 参考・前身番組
当番組が始まるまで、18年（1年の中断有り）に渡って以下の前身番組を放送していた。
- ドキュメンタリー劇場（1964年4月12日 - 1970年9月、1971年10月 - 1973年3月）[2]

スタート当初は日曜10:30、1966年4月より金曜22:30に移動するが、ドラマ枠設置により1968年10月から日曜11時に移動し、一旦中断した後、日曜10時に再移動した。
- ドキュメント日本人（1973年4月 - 1981年3月）[2]

『劇場』と同じく日曜10:00で放送し、半年後に日曜9時30分に移動した。時期によって「国内編」や「国際編」の副題が付く事があった。
- ドキュメントこれぞ人間!（1981年4月5日 - 1982年9月）[2]